# 엔다촌
엔다촌(円田村)은 1955년까지 미야기현 갓타군에 있던 촌이다. 현재의 자오정 엔다, 오무라사키, 시오자와, 히라자와, 쿠쿠타케, 야즈케에 해당한다.

## 역사
- 1889년 4월 1일 - 정촌제 시행에 수반해 6촌이 합병해 엔다촌이 성립하였다.
- 1955년 4월 1일 - 미야촌과 합병해, 자오정이 되었다.

## 교통

### 철도노선
- 센난 온천궤도
  - ※센난온천 궤도는 1937년에 폐지

## 참고문헌
- 『宮城県町村合併誌』（宮城県地方課、1958）
- 『角川日本地名大辞典』 4 宮城県